# フレデリック・ヴァレ＝ビッソン
フレデリック・ヴァレ＝ビッソン（Frédérique Vallet-Bisson、 結婚前の名前: Frédérique Heyne、1862年4月29日 - 1948年11月25日）は、フランスの画家である。

## 略歴
パリ郊外のオー＝ド＝セーヌ県のアニエール＝シュル＝セーヌでセールスマンの娘に生まれた。パリの私立の美術学校、アカデミー・ジュリアンに入学し、ジュール・ジョゼフ・ルフェーブルに学んだ
。有名な画家のピエール＝オーギュスト・ルノワール（1841-1919）と愛人関係となり、1881年に婚外子のルシアンヌ（Lucienne Bisson: 1881-1965）を生んでいる。 1881年に創立された女性画家・彫刻家連盟(Union des femmes peintres et sculpteurs)の創立メンバーの一人で、1910年頃には副会長を務めた
。
1884年にパリでジャン・アントワーヌ・アレクサンドル・ヴァレ（Jean Antoine Alexandre Vallet）と結婚したが夫は1896年に亡くなった。フランス芸術家協会の会員になり、1890年から1945年までフランス芸術家協会の展覧会に出展した。1893年にシカゴ万国博覧会の展覧会にも出展した。
1899年に肖像画家のエドゥアール・ビッソン（Édouard Bisson: 1856-1945）と再婚し、ヴァレ＝ビッソンの姓で活動した。
油彩やパステルウィ使ったアカデミック美術のスタイルで主に女性の肖像画を描き、印象派の影響も見られる。1909年の「Petit Journal illustré」誌で、「同時代の最も有名なパステル画家の一人」と評された。多作の画家で、芸術雑誌の「ル・モンド・イリュストレ」や「Le Monde Artiste」などに取り上げられた。作品は石版画にされて出版された。ヴァレ・ビッソンの作品「Le Départ（出発）」は、1905年にイギリスで出版されたウォルター・ショー・スパローの著書「Women Painters of the World」に収録された。
1914年にレジオンドヌール勲章（シュヴァリエ）を受勲した。
イヴリーヌ県のオルジュヴァ（Orgeval）で亡くなった。

## 作品

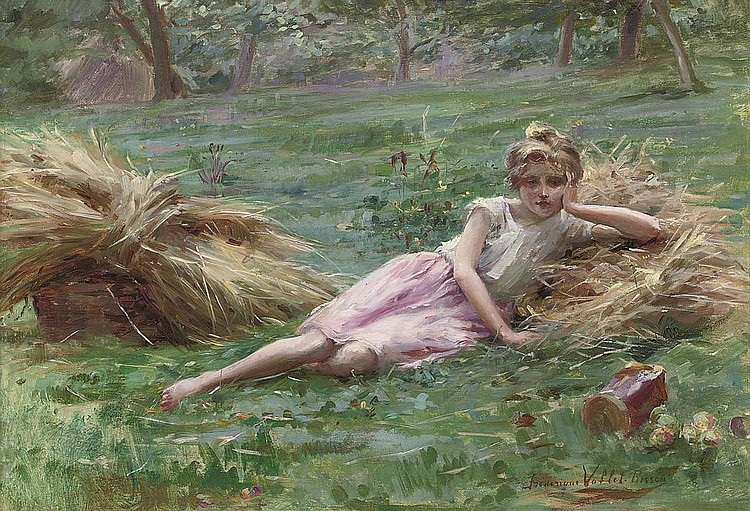
藁束に寝転ぶ少女
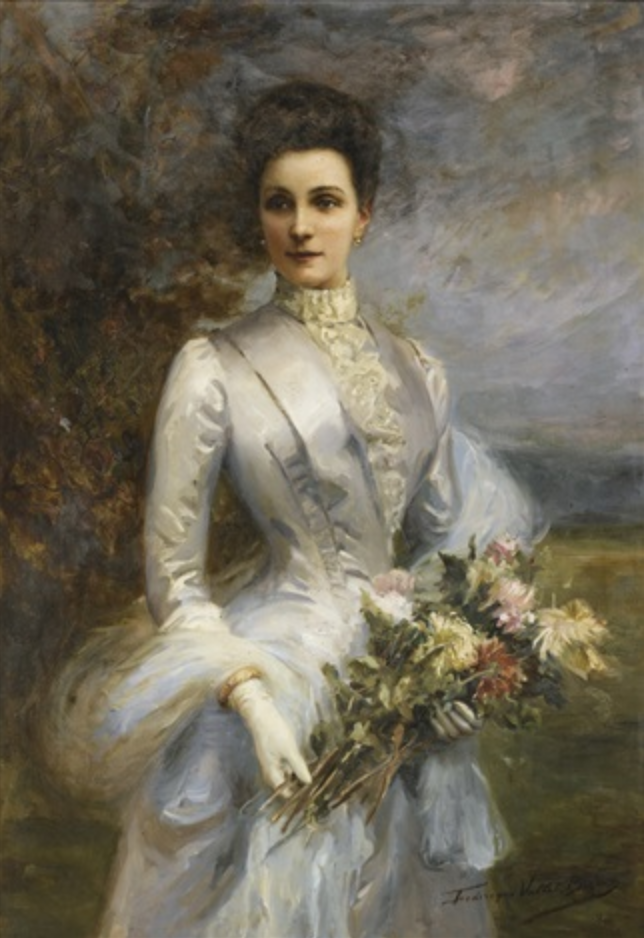
ブレセ伯爵夫人の肖像画
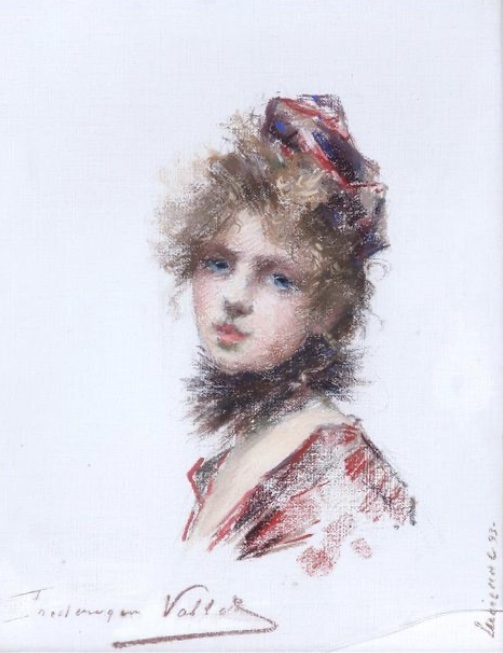
娘ルシアンヌ（1893）
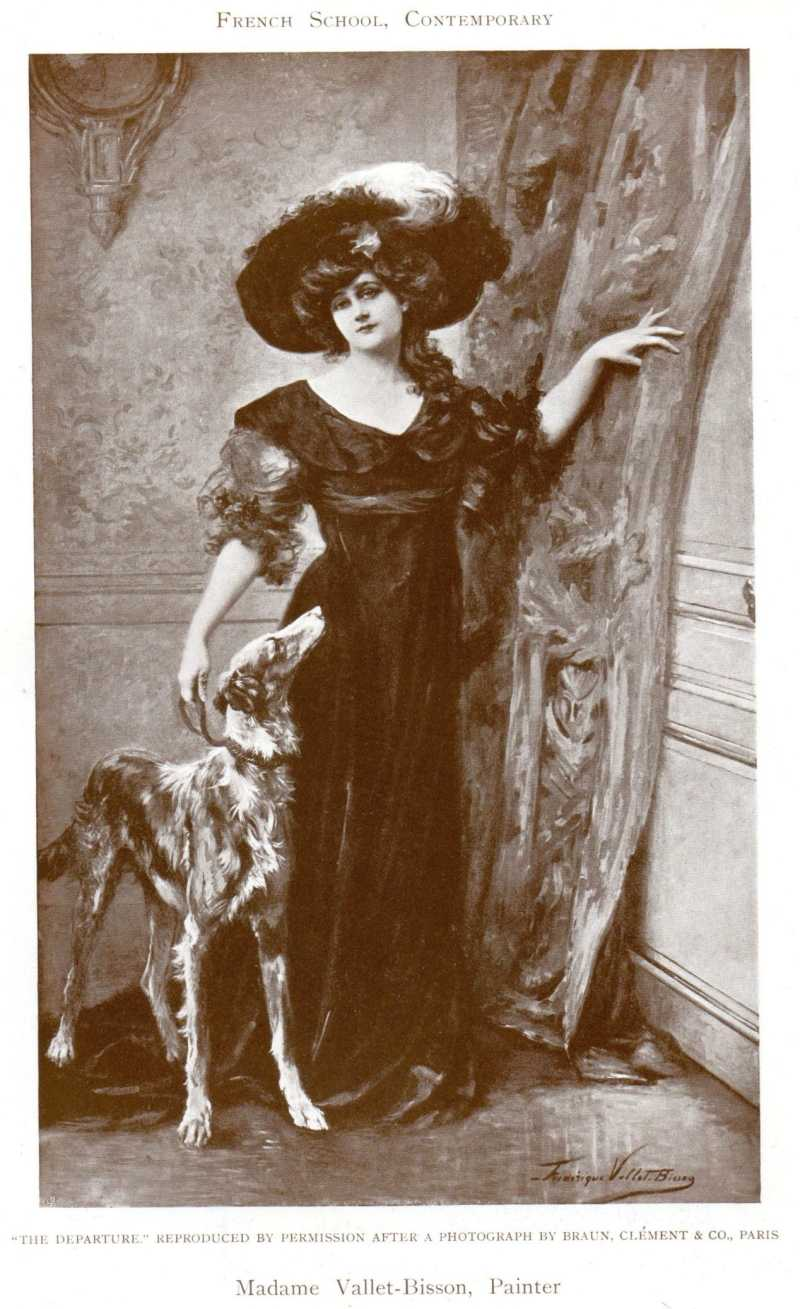
「Le Départ（出発）」、「Women Painters of the World」に収録